# Fliegengittereffekt

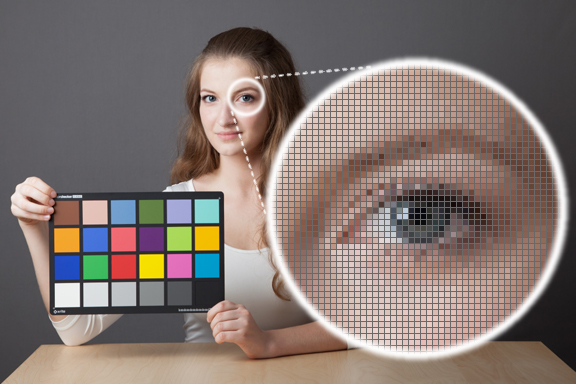
Mit Zunahme der Vergrößerung wird der Abstand zwischen Bildpunkten deutlicher.

Der Fliegengittereffekt (englisch Screen Door Effect (SDE)) ist ein permanent sichtbares Bildartefakt bei digitalen Videoprojektoren.
Dieser Effekt tritt überwiegend bei LCD-Projektoren auf, aber auch bei D-ILA-Projektoren sind diese systembedingt vorhanden.
Der Begriff Fliegengittereffekt beschreibt den ungewollten, weil technisch bedingten schwarzen Abstand zwischen den einzelnen Bildpunkten, bzw. deren projizierten Informationen, und nimmt die Form eines Fliegengitters an. Dieser Abstand kommt von der Bauweise, da zwischen den einzelnen LCD-Segmenten die Leiterbahnen zur Ansteuerung verlaufen, dort das Licht geschluckt wird und somit nicht auf die Leinwand treffen kann. Bei DLPs ergeben sich durch die notwendigen schmalen Lücken zwischen den Spiegelelementen ebenfalls schwache schwarze Raster. Dies mindert zum einen die Helligkeit und den Kontrast des Bildes und lässt andererseits nur einen gewissen Betrachtungsabstand zu. Ab einer von der Abstandsdicke abhängigen Nähe zur Leinwand kann das Auge das Gitter wahrnehmen. Wird der Betrachtungsabstand erhöht, nimmt das Auge den Fliegengittereffekt nicht mehr wahr, und die feinen Linien verschwinden wieder.
Daraus ergibt sich, dass die Hersteller den Abstand zwischen den Pixeln immer weiter verkleinern. Dies wird im Verhältnis des Flächenanteiles der Pixel zur Gesamtfläche in der sogenannten Füllrate angegeben. D-ILA-Projektoren besitzen einen Füllfaktor von rund 90 %, DLP-Projektoren von 80 % und LCD-Projektoren von 60 %. Hier wird mit der Prozentangabe die von den Pixeln ausgeleuchtete Bildfläche angegeben.
Die Verbesserung des Füllfaktors geht auch mit weiteren herstellerabhängigen Eigenschaften einher. So setzen einige Hersteller spezielle Unschärfefunktionen ein.